# کرجی

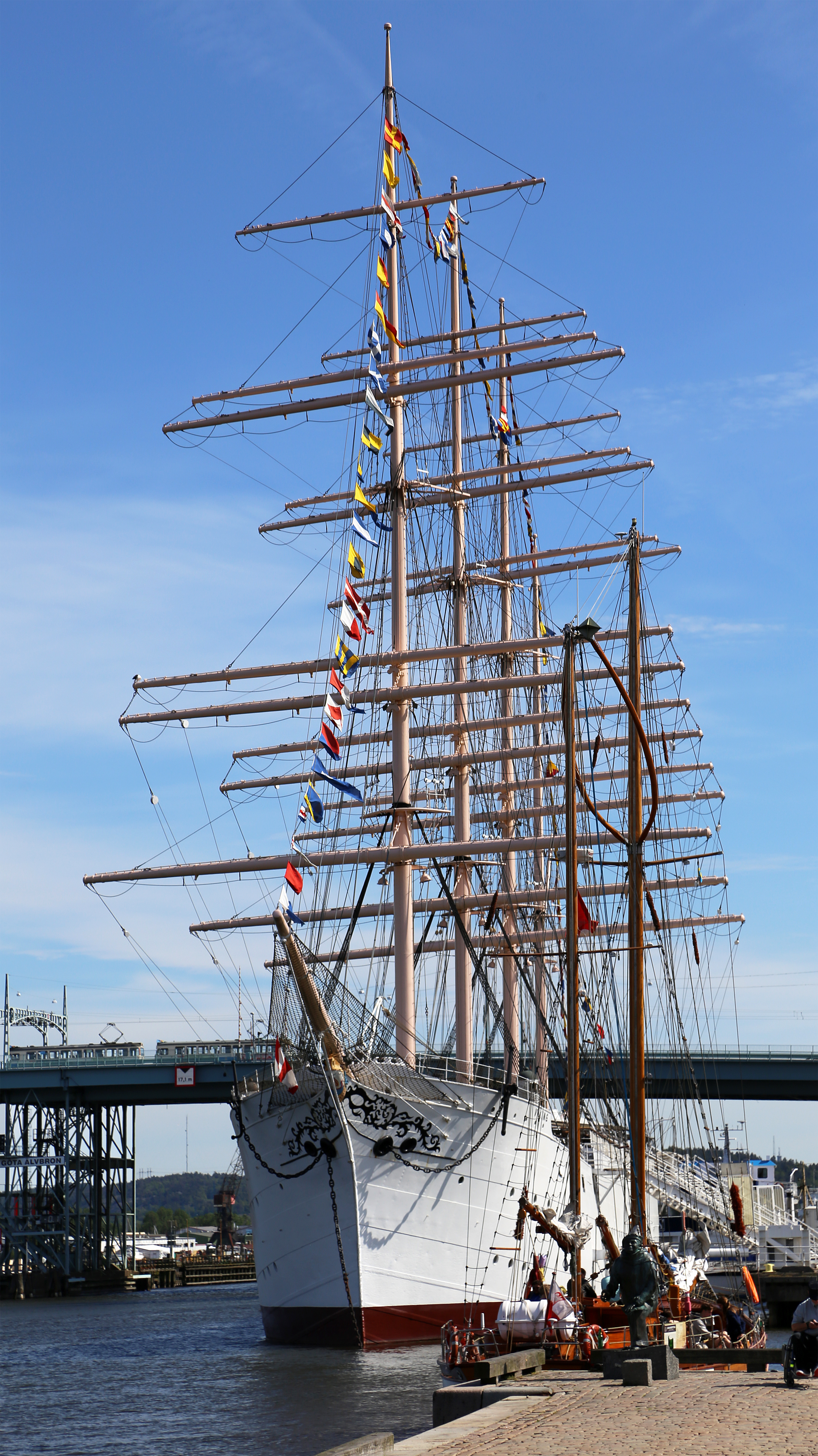
کرجی پهلو گرفته

کرجی یا دوبه گونه‌ای از شناورهای کوچک است. کرجی‌ها برای حمل و نقل محدود اسباب به کار می‌روند و توسط فردی به نام کرجی‌بان هدایت می‌شوند. روش هدایت کرجی معمولاً بدین صورت است که کرجی‌بان با بستن ریسمان کرجی به خود، آن را در جهت دلخواه به حرکت درمی‌آورد. روش دیگر هدایت کرجی استفاده از یک چوب بلند و فروکردن آن در آب برای برخورد دادن آن با کف رودخانه و در نتیجه هدایت کرجی در جهت مورد نظر است؛ که توسط فردی که بر روی کرجی قرار گرفته‌است انجام می‌شود.